# 板橋区立板橋第二中学校
板橋区立板橋第二中学校（いたばしくりつ いたばしだいにちゅうがっこう）は、東京都板橋区幸町に所在する区立中学校。

## 概要
1947年（昭和22年）5月1日開校。通称は「板橋二中」もしくは「板二中」。全校生徒数364名（1年129名・2年104名・3年131名、2020年4月3日現在）。

## 沿革
昭22.5.1　  開校式(旧板橋高等小学校校舎)
昭23.2.10　 校章制定
昭24.10.10　新校舎落成(15教室)
昭25.3.12　 校歌制定
昭32.11.17　創立10周年記念式典
昭34.6.25　 体育館竣工
昭35.9.20 　鉄筋校舎竣工(21教室)
昭37.8.7　  鉄筋校舎増築(6教室)
昭42.5.20   中庭園竣工・開園式
昭42.11.18  創立20周年記念式典
昭46.11.26  プール新設工事完成
昭51.11.24  C校舎(鉄筋)完成
昭52.3.4　　校庭防球ネット完成
昭52.11.18　創立30周年記念式典
昭53.11.13　LL教室完成
昭55.12.24　C校舎増築工事完了
昭57.3.31　 校庭スタンド工事完了
昭58.10.24  給食調理室増築工事完成
昭61.3.31   体育館改築・柔剣道場新築工事
昭62.11.30  和室「有敬亭」新築完成
昭62.12.12  創立40周年記念式典
昭63.8.31   ランチルーム工事完成
平元.9.31   校庭改修工事完成
平5.3.31    パソコンルーム完成
平7.2.28    小会議室・相談室改修工事完成
平8.8.31    地域開放室工事完成
平9.6.15    同窓会結成
平9.11.1    5創立50周年記念式典
平19.4.1    日本語学級設置(板一中より移設)
平19.8.31   校舎全面冷暖房化工事完成
平19.11.4   創立60周年記念式典
平23.8.22   北校舎改修工事終了
平24.3. 2   7校舎改築・耐震補強工事完成
平25.9.5    区中学校総体総合優秀校受賞
平29.11.3   創立70周年記念式典

## 教育目標
- よく考え最後まで努力する人
- 思いやりをもち責任ある行動がとれる人
- からだや心を大切にする人

あすなろ

## 通学区域（学校区）
- 大山西町[1]
- 幸町
- 中丸町
- 南町
- 大谷口上町1番・2番・24番・25番・37番から41番まで

## 部活動

### 運動部
- 野球部
- 剣道部
- バレーボール部
- ソフトテニス部
- バドミントン部
- 卓球部
- サッカー部
- ダンス部
- バスケ部

### 文化部
- 吹奏楽部
- 美術部
- 自然科学部

## 著名な出身者又は関係者
- 目黒ひとみ（歌手）
- 富岡博志（音楽家）

## 交通
- 東武東上線 大山駅より徒歩約7分
- 有楽町線 千川駅より徒歩約18分